# Birgit Kronström
Birgit Kronström (21 de febrero de 1905  29 de julio de 1979) fue una actriz y cantante finlandesa, conocida principalmente por su trabajo en diferentes películas estrenadas en los años de la Segunda Guerra Mundial.

## Biografía

### Carrera en los escenarios
Nacida en Helsinki, Finlandia, Birgit Kronström estudió canto en el conservatorio. Además, siendo niña estudió danza con Maggie Gripenberg. Se licenció en el conservatorio como pianista, siendo en su intención inicial ser profesora de interpretación.
Kronström también había estudiado elocución con la batuta de Maria Schildknecht en Estocolmo, y participó en representaciones poéticas en Helsinki. El crítico Huugo Jalkanen escribió que ella era apta para actuar en el teatro, lo cual hizo que se inscribiera en la escuela del Teatro Sueco. Su primer papel en el género de la opereta fue como soprano soubrette en la pieza Havaijin kukassa, papel que le obligaba también a demostrar su habilidad como bailarina. Su gran oportunidad real llegó con la pieza Nästan gifta. Actuaba en la opereta Nainen, joka tietää mitä tahtoo cuando trabó amistad con Zarah Leander. En sus primeros años de carrera teatral, Kronström hizo también papeles serios, aunque su especialidad fue la comedia y la opereta. La carrera de Kronström en el Teatro Sueco se prolongó hasta el año 1963, aunque fue interrumpida por una pausa de varios años.
En 1936 Kronström visitó Suecia, permaneciendo allí cuatro años. Allí logró grandes éxitos en el género de la comedia, recibiendo muy buenas críticas por parte de la prensa sueca. Una de las obras más relevantes en las que actuó fue la opereta Geisha. Además, Kronström actuó con frecuencia en diferentes teatros de Noruega.

### Cine
Las películas de Birgit Kronström fueron, casi sin excepción, comedias musicales. Inició su carrera con la productora Suomi-Filmi, siendo su primer papel el de Helvi Heinonen en la comedia de 1932 Olenko minä tullut haaremiin, actuando con Joel Rinne y Kaisu Leppänen. Dado que su acento era extranjero, su papel fue doblado por otra actriz. En 1934 protagonizó la película dirigida por Risto Orko Minä ja ministeri, actuando de nuevo junto a Joel Rinne. En esta ocasión ya no fue doblada.
En 1938, de nuevo dirigida por Orko, Kronström fue la protagonista femenina en Markan tähden, trabajando con Uuno Laakso, Kullervo Kalske y Irma Seikkula. Su trabajo fue bien recibido por la crítica. Esta película convirtió en estrella a Kronström. Gracias a su temperamento empezó a ser llamada la ”chica de la pimienta”. Kronström volvió a Finlandia en 1940, durante la pausa bélica. En esa época hizo un importante papel en la fantasía musical Poretta eli Keisarin uudet pisteet, una película que resultó rentable gracias a la actuación de Kronström.
En el año 1941 Kronström pasó a la productora Suomen Filmiteollisuus, compañía para la cual actuó en Onnellinen ministeri y Avioliittoyhtiö, recibiendo de nuevo positivas críticas. En ambas cintas actuó con Tauno Palo. A finales de los años 1940 su trabajo cinematográfico quedó en un segundo plano. En 1949 Kronström hizo un papel de reparto en Katupeilin takana. En la década de 1950 actuó en dos películas finlandesas más, la comedia musical Amor hoi! – de nuevo con Palo – y el drama Morsiusseppele. En el año 1956 hizo su último papel para la pantalla, actuando en la película sueca Flickan i frack.
Kronström grabó algunas de sus melodías cinematográficas, siendo las más conocidas ”Katupoikien laulu”, ”Itke en lemmen tähden”, ”Amor hoi” y ”Shampanjakuhertelua”. La canción ”Katupoikien laulu” fue uno de los mayores éxitos de la posguerra y llegó a ser considerada como un clásico.

### Vida privada

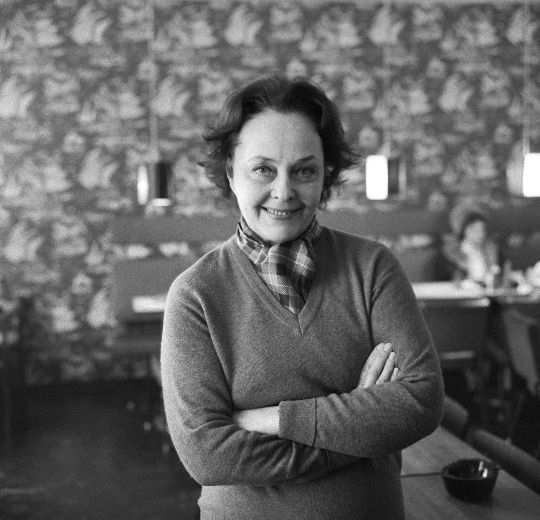
Birgit Kronström en 1963

Birgit Kronström se casó con el cantante de ópera Björn Forsell (1915−1975) en 1938, separándose la pareja en 1943. En 1939 tuvieron un hijo, Johnny Forsell, un conocido cantante a principios de los años 1960. 
El segundo marido de Kronström fue el actor, cantante y profesor de canto Ture Ara, con el que estuvo casada entre 1944 y 1953. Tuvieron una hija, la escritora Agneta Ara, nacida en 1945.
Finalizada su carrera de actriz, Kronström se dedicó a la actividad empresarial. En 1959 fundó el restaurante Grill Bigi, que estuvo activo hasta la década de 1980.
Birgit Kronström falleció en Helsinki en 1979, tras una larga enfermedad. Tenía 74 años de edad. Fue enterrada en el Cementerio de Hietaniemi, en Helsinki.

## Discografía
- 1938 : ”Markan tähden / Päin onnen rantaa” (Columbia DY 187)
- 1942 : ”Shampanjakuhertelua” (Odeon A 228611) con Tauno Palo
- 1942 : ”Pikku Annikki” (Odeon A 228645)
- 1942 : ”Hetkinen rakkautta” (Odeon A 228660) con Tauno Palo
- 1942 : ”Säg de med en rumba” (Columbia DY 379)
- 1942 : ”Itke en lemmen tähden” (Columbia DY 385)
- 1942 : ”Katupoikien laulu” (Columbia DY 387)
- 1950 : ”Amor hoi” (Leijona T 0502)

## Filmografía
- 1932 : Olenko minä tullut haaremiin
- 1934 : Minä ja ministeri
- 1938 : Markan tähden
- 1940 : Eulalia-täti
- 1941 : Poretta eli Keisarin uudet pisteet
- 1941 : Onnellinen ministeri
- 1942 : Avioliittoyhtiö
- 1943 : Hevoshuijari
- 1948 : Irmeli, seitsentoistavuotias
- 1949 : Katupeilin takana
- 1950 : Amor hoi!
- 1954 : Morsiusseppele